# Memo Morales
Guillermo Enrique Morales Portillo, (Maracaibo, estado Zulia; 6 de abril de 1937-Caracas, 1 de enero de 2017), más conocido como Memo Morales fue un cantante venezolano conocido como El Gitano Maracucho, dado que se hizo muy famoso interpretando pasodobles a lo largo de su carrera, siendo la voz principal de importantes orquestas bailables en el país, como la Billo's Caracas Boys, Los Solistas, Orquesta la Inmensa, La Gran Orquesta de Cheo y Memo; y como artista invitado en orquestas como El Nuevo Palo u Osuna Banda Show.

## Biografía
Proveniente de una familia musical y gaitera, Memo se inició en la canción presentándose como una especie de 'niño prodigio' que cantaba en programas de aficionados. En 1945 llegó a Caracas, donde participó en el programa de Radio Difusora Venezuela llamado Proarte infantil, en el que interpretó el tango Princesita rubia que lo hizo merecedor de su 
primer premio musical.
Morales comenzó su carrera musical en 1953 como una sección vocal de la orquesta Garrido y sus Solistas. En 1954 se trasladó a Caracas y trabajó allí hasta 1958 junto a la orquesta de Juanito Arteta "La Trompeta de Oro de América". 
En 1958 se unió a Carlos Torres, y de 1959 a 1960 fue el primer cantante de la orquesta de Luis Alfonso Larraín. De 1961 a 1964 fue miembro de la orquesta Los Hermanos Salani.
Entonó melodías para Marcos Pérez Jiménez, cuando éste celebró uno de sus cumpleaños en el Círculo Militar de Caracas, y la cumbre de El Ávila (Waraira Repano), cuando se inauguró el Hotel Humboldt a mediados de los cincuenta. En aquella ocasión, Morales cantó durante treinta días consecutivos para los primeros visitantes de la entonces novedosa construcción.
En 1964 estuvo con Billo Frómeta en la orquesta Billo's Caracas Boys, donde trabajó con otros grandes intérpretes Cheo García (El Guarachero de América) y José Luis Rodríguez (El Puma)  popularizando títulos como "Ni se compra ni se vende", "Viva España", "Si vas a Calatayud", "La Canción de Caracas", además el primer Pasodoble escrito por Billo Frómeta "Se Necesitan Dos"; otros éxitos en su voz fueron: "Amarillo Limón", "Rumores", "Parece mentira", "Qué Tontería", "El Tunante", "Dámele Betún", "Juanita Bonita", "Qué Tienes Tú", "Eva", "Le Lo Lay", "Fantasia Moruna", "Mambo Moruno", "Manola", "La Rubia y la Trigueña" y "El Pajarillo" (con Cheo García), entre muchos otros incluyendo los Mosaicos de Billo's del # 13 al # 37, hasta que se retira de la orquesta en marzo de 1976. 

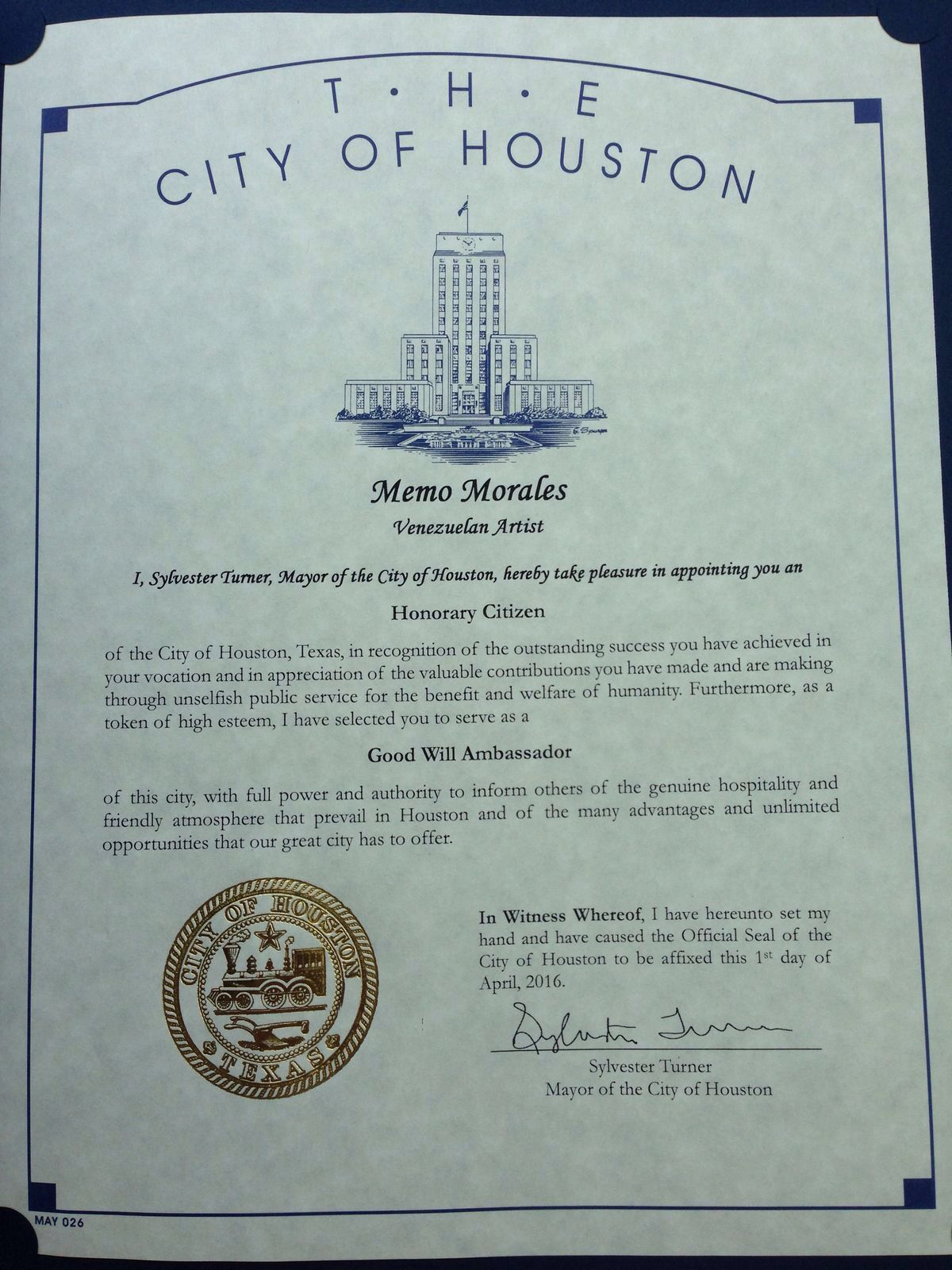
Condecoración a Memo Morales como Ciudadano Honorífico y Embajador de Buena Voluntad de la ciudad de Houston, Texas.

En ese mismo año, se lanza como solista realizando una exitosa gira de conciertos por los Estados Unidos, donde visita Nueva York, Los Ángeles, San Francisco y Miami. En septiembre de 1977, Renato Capriles, forma la orquesta Los Solistas, donde comparte escenario con Carlos Argentino y Verónica Rey, hasta el año de 1980, cuando el mismo Renato Capriles, crea la orquesta La Inmensa, en Valencia y le pide que pase formar parte de ella teniendo como compañero de trabajo a Chico Salas. En ese mismo año graba un long play con Federico y su Combo, pegando el pasodoble Mi Promesa.
En 1981 fundó con Luisín Landaez la orquesta La Nuestra, en 1984 con Cheo García crean La Gran Orquesta de Cheo y Memo. Esta orquesta estuvo activa hasta la muerte de García en 1994. Después Morales junto a sus hijos Guillermo, Alicia, Mariela y Gustavo, funda La Organización Musical Memo Morales, que es conducida por su hijo mayor, Guillermo (Memito) Morales.
El 1.º de abril de 2016 recibe de manos del alcalde de la ciudad de Houston, Sylvester Turner, el nombramiento como CIUDADANO HONORÍFICO y EMBAJADOR DE BUENA VOLUNTAD de la ciudad en el mundo, en reconocimiento por su valiosa contribución musical a la humanidad.
El escenario de los grandes ídolos en Super Sábado Sensacional, programa transmitido por Venevisión, recibió en innumerables oportunidades a Memo, fue éste uno de los primeros programas donde Memo proyectó su carrera como artista y el último en el que él cantaría sus éxitos a toda Venezuela. El 31 de diciembre de 2016, Memo cantó en el programa especial de Fin de Año en Venevisión, sin saber que ésta sería su última visita a un canal de televisión, su último día de vida. Más tarde dio un concierto completo en el Salón Patio Principal del Círculo Militar de Caracas en Los Próceres. Horas después, el 1 de enero de 2017 en pleno concierto de fin de año en La Hermandad Gallega de la ciudad capital a las 2:30 a. m. en plena tarima sufre un infarto fulminante. Fue auxiliado prontamente, pero falleció en la ambulancia, camino a un centro de salud.

## Fallecimiento
Memo Morales falleció el 1 de enero de 2017 a la edad de 79 años a causa de un infarto mientras se presentaba en pleno concierto de fin de año en la Hermandad Gallega de Caracas.
Se conoció que durante el inicio de año nuevo, el artista salió con signos vitales del lugar donde realizaba dicha presentación, pero al momento de ser llevado al centro asistencial de Caracas había fallecido.